# Rhodometra anthophilaria
Rhodometra anthophilaria är en fjärilsart som beskrevs av Jacob Hübner 1822. Rhodometra anthophilaria ingår i släktet Rhodometra och familjen mätare. Inga underarter finns listade.